# Temps universel
Le temps universel (TU ; en anglais : UT) est une échelle de temps fondée sur la rotation de la Terre. À partir de 1972, c'est le remplaçant du temps moyen de Greenwich (GMT, Greenwich Mean Time), qui est le temps solaire moyen au méridien de Greenwich.

## Mesure
La mesure du temps universel était effectuée en observant le passage d'objets célestes au méridien du lieu d'observation. Les astronomes ont privilégié l'observation d'étoiles hors du système solaire car plus précises que celle du Soleil. De nos jours, UT est déterminé par des observations par interférométrie à très longue base de quasars lointains avec une précision de 4 millisecondes. Cette détermination de UT est appelée UT1.
La rotation de la Terre n'est pas régulière, à cause des effets de marée dus à la Lune et au Soleil, des tremblements de terre, ainsi que d'autres phénomènes internes imprévisibles et irréguliers. Pour lisser ces variations, les astronomes ont introduit un temps théorique, appelé temps terrestre (TT), déterminé à partir du temps atomique international (TAI) lui-même établi à partir d'un ensemble d'horloges atomiques réparties sur Terre. Les effets de marée ralentissant la rotation de la Terre et UT1 étant synchrone avec celle-ci, UT1 s'écarte progressivement de TAI. Des corrections occasionnelles d'une seconde entière sont apportées à UT1 (appelées secondes intercalaires) pour obtenir UTC sur lequel est basé le temps civil. UTC est un compromis, de même fréquence que TAI mais auquel on soustrait des secondes entières pour ne pas s'écarter de plus de 0,9 s du temps solaire moyen UT1.
La mesure de la rotation terrestre et le temps universel sont gérés par le Service international de la rotation terrestre et des systèmes de référence (IERS). L'Union astronomique internationale est également impliquée dans l'élaboration des standards, mais l'arbitre final des standards de diffusion est l'Union internationale des télécommunications.

## Versions
Il existe plusieurs versions du temps universel.
UT1Si Ω = 7,292 115·10-5 rad/s est la vitesse de rotation de la Terre de référence, Ω UT1 définit l'angle de rotation de la planète par rapport à un référentiel céleste. La rotation de la Terre n'étant pas uniforme, UT1 dérive de manière variable par rapport au temps atomique international (TAI). Depuis 1980 la différence UT1 - TAI est déterminée par la technique de la radio-interférométrie à très longue base. Depuis 2000 sa résolution temporelle est de l'ordre de 3 jours et son incertitude est de l'ordre de ± 20 μs (microsecondes).
UT1RUT1 duquel on a retiré l'effet des marées luni-solaires zonales selon le modèle de Yoder (1981), dont l'effet cumulatif atteint 200 ms.
UTCTemps universel coordonné, standard international sur lequel le temps civil est fondé. Il est fondé sur le temps atomique international (TAI), lui-même fondé sur la définition de la seconde et établi à l'aide d'un ensemble d'horloges atomiques réparties sur la Terre. UTC et TAI diffèrent d'un nombre entier de secondes, mais UTC est maintenu à moins de 0,9 s de UT1 en introduisant une seconde intercalaire aussi souvent que nécessaire. Lorsque la précision souhaitée n'est pas plus grande qu'une seconde, UTC peut être utilisé comme approximation d'UT1. La différence entre UT1 et UTC est appelée DUT1.
Signalons aussi deux autres versions du temps universel ne présentant plus qu'un intérêt historique :
UT0Temps universel dans un observatoire en observant le mouvement diurne d'étoiles ou de la Lune, rapporté à l'axe des pôles géographiques. Ainsi il n'est pas corrigé du mouvement de précession et de nutation de l'axe de rotation terrestre. Comme ce mouvement polaire induit une variation de plusieurs mètres dans la position géographique d'un point quelconque de la Terre, des observatoires différents mesurent des valeurs différentes de UT0 au même moment. Cette valeur n'est donc pas universelle à proprement parler. UT1 est obtenu à partir des différentes valeurs de UT0 corrigés du mouvement du pôle. Le UT0 fut couramment utilisé de 1930 à 1980 lorsque la rotation de la Terre était déterminée par astrométrie optique.
UT2Il s'agit d'une version de UT1 affranchie de ses variations saisonnières selon le modèle approximatif :
{\displaystyle UT2=UT1+0,0220\cdot \sin(2\pi t)-0,0120\cdot \cos(2\pi t)-0,0060\cdot \sin(4\pi t)+0,0070\cdot \cos(4\pi t)\;{\mbox{secondes}}}
où t est le temps, comme fraction de l'année besselienne. Jusqu'aux années 1960 les seules composantes connues de UT1 étaient multi-décennales et saisonnières. UT2 perdit beaucoup de son intérêt lorsqu'on découvrit la gamme des variations infra-saisonnières et biennales.